# Autolatina
A Autolatina foi uma joint venture formada entre a Ford e a Volkswagen nos mercados brasileiro e argentino, entre 1987 e 1996.
Em 1987 Volkswagen e Ford anunciaram um acordo que formaria um gigante teoricamente imbatível no mercado, a Autolatina. Integrando as fábricas e operações das duas empresas, a ideia era compartilhar os custos e potencializar os pontos fortes de cada uma, em uma experiência tentada também em Portugal com a AutoEuropa. A campanha da nova joint-venture foi deflagrada no dia 1 de julho daquele ano, começando com a comunicação interna das duas empresas, assim como placa nos edifícios-sedes, jornais, emissora de rádio e televisão.
Apesar de todo o processo ser cumprido em 1987, apenas em 1990 que as fabricantes iniciam o funcionamento da empresa, que tinha 51% de suas ações controlados pela Volkswagen e 49% pela Ford.
As empresas se concentraram em comunicar os seguintes pontos:
- A Autolatina seria uma empresa holding; a Volkswagen e a Ford manteriam identidade e individualidade das suas marcas;
- Os distribuidores Volkswagen continuariam vendendo e assistindo produtos Volkswagen, da mesma forma que os da Ford em relação aos seus produtos;
- Não se tratava de uma incorporação ou fusão das duas empresas, e sim de um acordo operacional com benefícios para ambas e para seus públicos.

## O mercado nos anos 80
A estratégia de fusão teve relação com o momento que a indústria automobilística brasileira passava na segunda metade da década de 80, com retração de mercado interno e tímida participação das fabricantes brasileiras no mercado internacional. A estratégia buscava também garantir a permanência das duas fabricantes no mercado interno, aumentando suas taxas de lucro - tanto a Ford quanto a Volkswagen vinham de uma crise de vendas e espaço de mercado no início dos anos de 1980.
No caso da Ford, parecia mesmo ser a saída para sua permanência no país. Antes da fusão, a Volkswagen controlava 34% do mercado interno brasileiro, já a Ford, mantinha uma fatia de 21%. Após a fusão, passaram a controlar juntas, 60% do mercado brasileiro e 30% do argentino.
Em teoria, a fusão parecia uma saída ideal para as duas fabricantes num mundo cada vez mais globalizado. Porém, o estabelecimento concreto da Autolatina enfrentou sérias dificuldades internas e externas em seus sete anos de existência. O primeiro e grande problema a ser enfrentado foi a falta de investimento das matrizes. Dado a concorrência entre a Ford e a Volkswagen, em âmbito mundial, havia a dificuldade da troca de conhecimento técnico, debilitando as colaborações locais. Outro problema foi a constante tensão entre a Autolatina e os sucessivos governos brasileiros com os quais, por motivos diferentes, ela se desentendeu, ora por causa do congelamento de preços, ora por conta da supervalorização da moeda.
Outro problema acontecia com os revendedores, pois como não houve inter-relação processo/produto/mercado, as vendas eram feitas em separado pelas fabricantes que, apesar da fusão, continuavam disputando o lançamento de carros novos no mercado, cada uma com sua marca de origem. No que diz respeito às altercações com o sindicato, tanto as plantas da Ford como as da Volkswagen sofreram paralisações no período.

## Trocas tecnológicas
Durante o período de atividade da Autolatina, a VW ofereceu à Ford os motores AP-1600, AP-1800 e AP-2000 além da plataforma do sedã Santana, que originou os modelos Versailles e o Royale com identidade Ford. A Ford, em contrapartida, ofereceu à VW os motores AE-1000 (CHT) e AE 1600 (CHT), além da plataforma do Escort, que originou os modelos Apollo, Logus e Pointer com identidade Volkswagen, e o chassi do caminhão Cargo, que viria a ser a base de sustentação da VW Caminhões.

## Produtos da Autolatina

### Automóveis
|                   |  |             |
| Volkswagen Apollo |  | Ford Verona |

Com a Autolatina, as duas empresas passaram a ter operações conjuntas em diversos níveis, inclusive produtos compartilhados: a Volkswagen produzia os Ford Versailles e Ford Versailles Royale (derivados dos Volkswagen Santana e Volkswagen Santana Quantum) e a Ford produzia os Volkswagen Logus e Volkswagen Pointer (derivado do Ford Escort). Outros carros também marcaram a época como o Ford Verona e Volkswagen Apollo, este o maior fracasso da parceria. Como curiosidade, o Apollo foi o carro Volkswagen produzido durante menos tempo em toda a história da marca - foram menos de dois anos.
No início dos anos 90, a criação da Autolatina começou a ser questionada internamente. A equipe da Volkswagen, por exemplo, sentia-se incomodada com perda de mercado para o Uno Mille (que, como único veículo da categoria, era um crescente sucesso de vendas). A empresa queria entrar neste segmento de “populares”, mas a Ford tinha uma estratégia diferente, o que se evidencia pela sua tardia entrada neste mercado com o modelo Ford Ka.
Da mesma forma, os engenheiros da Volkswagen percebiam que era chegada a hora de remodelar o Volkswagen Gol, mas o pessoal da Ford não concordava com o investimento necessário, pois tinha outras prioridades na linha Escort. Além disto, havia entre o pessoal da Volkswagen a percepção de que seus produtos ganhavam mercado enquanto os da Ford perdiam. O tempo, porém, mostrou que ambas as marcas estavam perdendo terreno para a concorrência, inclusive devido à abertura do mercado e à entrada de novas empresas no setor.

### Chassis para Ônibus

#### Motor dianteiro
- Ford B1618 (1993 - 1997)
- Ford B1621 (1997 - 1998)
- Volkswagen 16-180 CO (1993 - 1998)
- Volkswagen 16-210 CO (1998 - 2001)

## O fim
A decisão de dissolver a Autolatina e separar as duas empresas foi tomada no final de 1994 e efetivou-se em 1996, ocasião em que os sistemas de informação passaram a ser específicos a cada uma delas. A separação foi mais amigável do que pode parecer à primeira vista: foi uma questão ligada a filosofias e estratégias de negócio, com poucos traços de sentimentos e rancor. Um sinal claro disto foi que os empregados puderam optar pelo seu destino, ou seja, se iriam para a Ford ou para a Volkswagen, independentemente de sua origem. Desta forma, vários ex-funcionários da Ford ficaram na Volkswagen e vice-versa.
Dentre os problemas a solucionar estavam os produtos que usavam componentes das duas empresas (exemplo: o Escort com motor Volkswagen) e aqueles em que uma das fábricas produzia para a outra (exemplo: o Volkswagen Logus produzido pela Ford com motor Volkswagen). Para solucionar tal dilema, o acordo previa que, por um ano, produtos híbridos seriam mutuamente suportados. Após este período, cada empresa deveria estar capacitada a trabalhar com seus próprios recursos.